# Albert Andersson
Albert Per Andersson (ur. 25 kwietnia 1902 w Sällshög, zm. 5 marca 1977 w Kristianstad) – szwedzki gimnastyk, członek szwedzkiej drużyny olimpijskiej w 1920 roku w Antwerpii i złoty medalista z tej edycji igrzysk.
Brał udział w biegu na 110 m przez płotki i dziesięcioboju podczas Letnich Igrzysk Olimpijskich w 1928 roku.